# Réserve naturelle de Rdeysky
La Réserve naturelle de Rdeysky (russe : Рдейский заповедник) est une réserve naturelle (en russe : zapovednik)  au Nord-Ouest de la Russia, située sur le territoire des districts de Poddorsky et Kholmsky de l'Oblast de Novgorod, dans le système marécageux de Polist-Lovat. Elle a été instaurée le 25 mai 1994. La réserve naturelle a été créée pour protéger les écosystèmes de tourbières ombrotrophes dans le Nord-Ouest de la Russie.

## Localisation et géographie
La réserve s'étend du Sud-Est au Nord-Ouest et est contigüe à la frontière entre les oblasts de Novgorod et de Pskov. De l'autre côté de la frontière, dans l'oblast de Pskov, la réserve naturelle se prolonge sous le régime de la réserve naturelle de Polistovsky. La réserve naturelle de Rdeysky appartient au bassin versant de la Lovat et de la Polist, même si aucune des deux rivières ne passe sur le territoire de la réserve. Le lac Rdeyskoye, un lac majeur au Nord-Ouest de la réserve, dont une partie des rives appartient à la réserve, est le réservoir de la rivière Redya, un affluent majeur de la Lovat.

## Histoire
Il n'y a actuellement pas de village sur le territoire de la réserve, cependant, par le passé, elle était habitée, et le dernier village a subsisté jusqu'à la Seconde Guerre mondiale. Les villages étaient situés sur des îles au milieu des marécages, et leurs habitants vivaient de la coupe d'arbres. Une exploitation forestière à petite échelle s'est prolongée après la guerre, mais la zone était trop reculée pour accueillir des foyers de population. Aucun travail d'irrigation n'a jamais été mené dans la zone, et les marécages sont demeurés intacts. En 1994, les réserves naturelles de Rdeysky et de Polistovsky ont été établies en même temps pour protéger la zone.

## Flore
La réserve est en grande majorité constituée de tourbières ombrotrophes. Des forêts poussent sur les îles du marécage. Les principaux types de forêts sont les forêts de conifères d'épicéas et les forêts de feuillus, principalement de chêne et de tilia. Le bouleau et le peuplier apparaissent comme des dérivés des forêts de chêne et de tilia. Environ 400 espèces de plantes poussent dans la réserve.
La réserve compte 350 espèces de végétaux, dont 9 rares et 45 espèces de mousses.

## Faune
Le vison d'Europe est une espèce de mammifère en danger qui vit dans la réserve. La réserve accueille également la plus importante population de courlis cendré d'Europe. La réserve recense 122 espèces d'oiseaux, dont 4 rares.